# سردار محمدعظیم بیگ
میر محمدعظیم بیگ از رهبران مردم هزاره در دوره سلطنت عبدالرحمان خان بود که لقب سرداری را از حکومت به‌دست آورده و به حکمرانی هزاره‌جات گماشته شده بود در بهار سال ۱۳۰۹ ه‍.ق از دولت جدا شده و به قیام کنندگان پیوست. در سال ۱۸۹۳ میلادی گرفتار گردیده و در کابل به قتل رسید.

## زندگی‌نامه و سرگذشت
محمد عظیم بیگ فرزند علی زاهد خان اصلاً از شارستان (سه‌پای) ارزگان (دایکندی کنونی) بود. وی در سال ۱۸۸۷ میلادی از جملهٔ اولین میرهای هزاره بود که حکومت کابل را به رسمیت شناخت و در مقابل لقب سرداری را به‌دست‌آورد و معاش مستمری برایش مقرر شد که از راه مصالحه برای حکومت کار می‌کرد. بعداً محمد عظیم بیگ با سیاست عبدالرحمان خان در هزاره‌جات مخالفت ورزید. آن اختلاف سبب گردید تا در فرصت مناسب با نیروهای خود به قیام کننده گان بپیوندد و نیروهای منظم و مسلح هزاره‌های فولادی، دایه، میر آدینه، چوره- سلطان احمد و زاولی نیز تحت رهبری وی قرار داشتند و قاضی محمد عسکر رئیس طایفه فولادی همکار محمدعظیم بیگ گردید.

## قیام عمومی
محمد عظیم بیگ کوشش کرد تا قیام تمام هزاره‌جات را دربر گیرد. بنا به دعوت محمد عظیم بیگ یک اجلاس عمومی میران هزاره بنام جرگه اوقول تشکیل یافت همه با یکدیگر تصمیم مهمی مبنی بر اعلام جنگ علیه حکومت عبدالرحمان خان را صادر کردند. و در اخیر تمام آنها در پشت قرآن کریم امضاء کردند. یا مهر خود را به یاد گار گذاشتند. قیام مردم هزاره دارای شکل سیاسی بود بعد از اعلان قیام علیه امیر کابل آتش قیام شعله‌ور تر گشت و قیام نیروی تازه ای بخود گرفت. قیام تمام هزاره جات را فرا گرفت و حتی عساکر هزاره که در میان قوای دولت بودند راه هزاره جات را در پیش گرفته و به قیام کننده گان پیوستند. قیام در ماه اپریل سال ۱۸۹۲ میلادی از مناطق اشغال شده آغاز شد و تمام مراکز دولتی را تسخیر نمودند. مردم میمنه و حتی والی محمد شریف خان ساکنین کابل، کوهستان، فیروز کوهی‌ها و جمشیدی‌ها نیز به حمایت از قیام کننده گان برخاستند. در ماه جون سال ۱۸۹۲ میلادی امیر کابل دست به حملهٔ عمومی زد، و جنگ خونین میان دو طرف درگرفت و قیام کننده گان مقاومت کردند. در ماه آگست سال ۱۸۹۳ جنگ تعیین‌کننده در اجرستان درگرفت محمد عظیم بیگ در آن جنگ موفقیت داشت اما در هنگام این جنگ پیروزمندانه خبر شکست محمد امیربیگ ایلخانی یکاولنگی رسید و سبب تضعیف روحیه قیام کننده گان گردید. و نیروی محمد عظیم بیگ از هم پاشیده و در ساعات اخیر جنگ خود محمد عظیم بیگ دستگیر شد و بعداً در کابل کشته شد